# Klara Hechtenberg
Klara H. Collitz (née le 30 mai 1863 à Rheydt bei Mönchengladbach ; décédée le 22 novembre 1944 à Baltimore) est une linguiste américaine d'origine allemande.

## Formation et carrière
En 1895, elle obtient les honneurs de première classe à l'examen final d'Oxford (BA) après deux ans d'études à l'Université d'Oxford. En 1896, elle est chargée de cours en langues romanes au Victoria College de Belfast. De 1897 à 1899, elle est responsable du département de philologie allemande au Smith College de Northampton, Massachusetts. Elle assiste à des conférences à l'Université de Chicago au cours de l'été 1897 et passe l'année 1898 à l'Université de Bonn.
Après deux ans à l'Université de Heidelberg, elle obtient son doctorat en 1901, avec une thèse intitulée Das fremdwort bei Grimmelshausen ; ein beitrag zur fremdwörterfrage des 17. jahrhunderts. De 1901 à 1904, elle retourne à l'Université d'Oxford en tant que chargée de cours en philologie allemande pour les étudiantes.
Après son mariage avec Hermann Collitz en 1904, elle émigre aux États-Unis. Bien qu'elle n'ait plus jamais occupé de poste universitaire, elle continue à mener des recherches et à contribuer à des revues savantes aux États-Unis et à l'étranger. Elle participe à la première réunion de la Linguistic Society of America et en devient membre dans sa troisième année (1928). Elle participe activement aux réunions annuelles, conservant son adhésion jusqu'à sa mort en 1944 .

## Vie personnelle et héritage
Le 13 août 1904, elle épouse Hermann Collitz, qui devient le premier président de la Linguistic Society of America. À sa mort, en 1944, elle laisse la majeure partie de sa succession à la Linguistic Society of America pour fonder la chaire Hermann et Klara H. Collitz en philologie comparée. Elle laisse ses propres papiers et ceux de son mari à l'Université Johns-Hopkins.

## Publications
- Das Fremdwort bei Grimmelshausen (1901). Mémoire de l'Université de Heidelberg.
- Fremdwörterbuch des 17 Jahrhunderts (1904). Berlin : B.Behr.
- Verbes de mouvement dans leur divergence sémantique (1931). Monographie linguistique 8.